# Amanoa muricata
Amanoa muricata là một loài thực vật có hoa trong họ Diệp hạ châu. Loài này được Rusby mô tả khoa học đầu tiên năm 1912.